# Herbina, Bârzula
Herbina (în ucraineană Гербине, transliterat: Herbîne) este un sat în comuna Pesceana din raionul Bârzula, regiunea Odesa, Ucraina.

## Demografie
Componența lingvistică a comunei Herbina
     Ucraineană (96,48%)
     Rusă (2,22%)
     Alte limbi (0,93%)
Conform recensământului din 2001, majoritatea populației comunei Herbina era vorbitoare de ucraineană (96,48%), existând în minoritate și vorbitori de rusă (2,22%).